# Bruno, Asti
Bruno là một đô thị ở tỉnh Asti vùng Piedmont thuộc Ý, nằm ở vị trí cách khoảng 70 km về phía đông nam của Torino và khoảng 20 km về phía đông nam của Asti. Tại thời điểm ngày 31 tháng 12 năm 2004, đô thị này có dân số 379 người và diện tích là 9,2 km².
Bruno giáp các đô thị: Bergamasco, Carentino, Castelnuovo Belbo và Mombaruzzo.